# Saint-Jean-de-la-Rivière
 Saint-Jean-de-la-Rivière  es una población y comuna francesa, situada en la región de Baja Normandía, departamento de Mancha, en el distrito de Cherbourg-Octeville y cantón de Barneville-Carteret.

## Demografía
| 184 | 174 | 175 | 180 | 218 | 279 |
| Para los censos de 1962 a 1999 la población legal corresponde a la población sin duplicidades (Fuente: INSEE [Consultar]) |     |     |     |     |     |